# Joseph Haydn
Franz Joseph Haydn (pronunciado ˈjoːzɛf ˈhaɪdn̩ⓘ) (Rohrau,  Sacro Imperio Romano Germánico; 31 de marzo de 1732-Viena, Imperio austríaco; 31 de mayo de 1809), conocido como Joseph Haydn, fue un compositor austríaco. Es uno de los máximos representantes del periodo Clásico, además de ser conocido como el «padre de la sinfonía» y el «padre del cuarteto de cuerda» gracias a sus importantes contribuciones a ambos géneros. También contribuyó al desarrollo instrumental del trío con piano y en la evolución de la forma sonata.
Vivió durante toda su vida en Austria y desarrolló gran parte de su carrera como músico de corte para la rica y aristocrática familia Esterházy de Hungría. Aislado de otros compositores y tendencias musicales, hasta el último tramo de su vida, estuvo, según dijo: «forzado a ser original». En la época de su muerte, era uno de los compositores más célebres de toda Europa.
Era hermano de Michael, que también fue considerado un buen compositor, y de Johann Evangelist, un tenor. Tuvo una estrecha amistad con Wolfgang Amadeus Mozart, del que incluso se cree que llegó a ser mentor, y fue profesor de Ludwig van Beethoven. La lista completa de las obras del compositor se puede consultar en el catálogo Hoboken, sistema de ordenación creado por Anthony van Hoboken.

## Biografía

### Infancia
Franz Joseph Haydn nació el 31 de marzo de 1732 en Rohrau, una pequeña población cercana a Viena (Austria), en aquella época capital del Sacro Imperio Romano Germánico, y muy próxima a la frontera con Hungría. Fue el segundo de los doce hijos de Mathias Haydn y Anna Maria Koller. Su padre era fabricante y reparador de carruajes al servicio del conde de Harrach, el aristócrata de la población, y también sirvió como Marktrichter, un cargo similar al de alcalde de pueblo. Su madre había trabajado previamente como cocinera en el palacio del conde Harrach. Ninguno de sus progenitores sabía leer música; sin embargo, Mathias fue un entusiasta músico folclórico y había aprendido a tocar el arpa de forma autodidacta durante la época que trabajó como oficial. Según los últimos recuerdos de Haydn, su infancia con su familia fue extremadamente musical y frecuentemente cantaban juntos y con sus vecinos.
Los padres de Haydn se dieron cuenta de que su hijo tenía talento para la música y sabían que en Rohrau no tendría oportunidad de tener una educación musical adecuada. Por esta razón aceptaron la proposición de su pariente Johann Matthias Frankh, director de la escuela y maestro del coro en Hainburg, para que Joseph aprendiera en su casa y practicara como músico. Por tanto, con tan solo seis años, Haydn se marchó con Frankh a Hainburg (a once kilómetros de distancia de su pueblo natal) y nunca más vivió con sus padres.

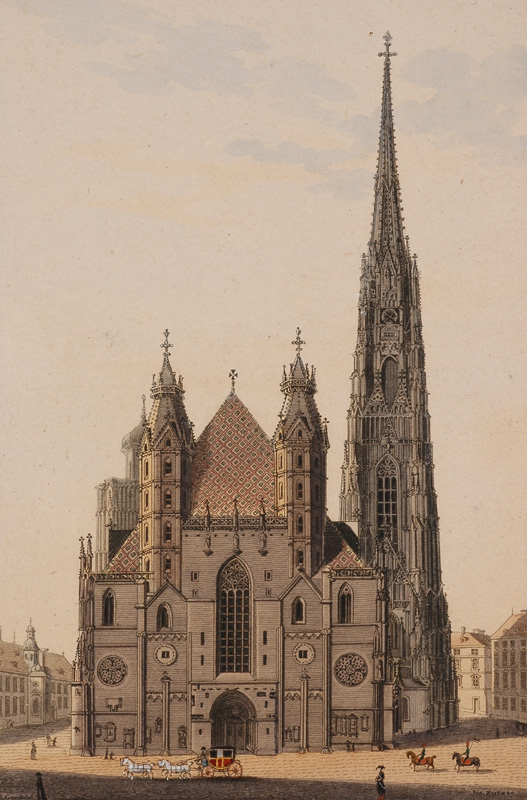
Haydn formó parte del coro de la Catedral de San Esteban de Viena durante nueve años, de 1740 a 1749.

La vida en casa de Frankh no fue fácil para Haydn, quien después recordaría que pasaba hambre frecuentemente y era humillado constantemente por el estado asqueroso de su ropa. Sin embargo, comenzó sus estudios musicales allí y pronto pudo tocar el clavecín y el violín, así como cantar las partes de tiple en el coro de la iglesia de Hainburg.
Existen razones para pensar que el canto de Haydn impresionó a quienes lo escucharon porque pronto atrajo la atención de Georg von Reutter, el maestro de capilla de la Catedral de San Esteban de Viena, que estaba realizando un viaje por las provincias buscando nuevos talentos para el coro de niños. Haydn pasó con éxito una prueba de audición ante Reutter y en 1740 se trasladó a Viena, donde permaneció como corista durante los siguientes nueve años. A partir de 1745 su hermano menor, Michael, también se incorporó como miembro del coro.
Haydn vivió en la casa de Reutter junto a otros cinco chicos del coro. Recibió lecciones de latín y otras asignaturas, así como clases de canto, violín y teclado. Reutter fue de poca ayuda para Haydn en las áreas de teoría musical y composición musical, ya que solo le dio dos lecciones durante el tiempo que permaneció como corista. Sin embargo, dado que San Esteban era uno de los principales centros de la música de Europa, Haydn fue capaz de aprender sirviendo a los músicos profesionales que había allí.
Como Frankh anteriormente, Reutter no siempre se aseguraba de que Haydn estuviera alimentado de forma correcta. Según afirmó más tarde el biógrafo Albert Christoph Dies, Haydn se sentía motivado para cantar muy bien, con la esperanza de obtener más invitaciones a las representaciones que se realizaban ante la aristocracia, donde normalmente se servían refrigerios a los cantantes.

### Autonomía laboral

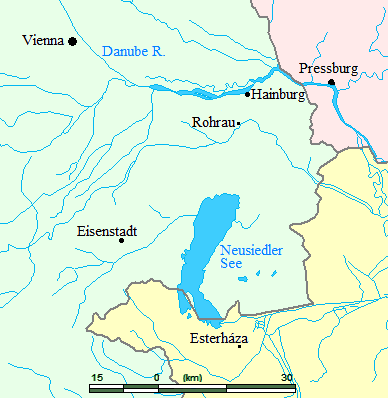
Mapa con la población natal de Haydn y las ciudades en las que vivió o que visitó.

En 1749 Haydn alcanzó la edad en la que ya no pudo cantar los tonos agudos de las obras corales. Con este débil pretexto fue despedido de su trabajo en el coro. Se quedó en la calle sin ningún sitio al que ir. Sin embargo, tuvo la suerte de encontrarse con un amigo, Johann Michael Spangler, con quien compartió durante unos meses un cuarto en la atestada buhardilla de su familia. Haydn decidió inmediatamente iniciar su carrera como músico independiente.
Durante esos difíciles años, Haydn desempeñó muchos trabajos diferentes: profesor de música, cantante de serenatas callejero y finalmente sirviente y acompañante del compositor italiano Nicola Porpora, de quien más tarde diría que había aprendido «los verdaderos fundamentos de la composición».
Cuando era corista, Haydn no recibió una enseñanza seria en teoría musical y composición, lo que percibía como una gran deficiencia. Para paliarla, trabajó en ese sentido a través de ejercicios contrapuntísticos sobre el texto Gradus ad Parnassum de Johann Joseph Fux y estudió detenidamente la obra de Carl Philipp Emanuel Bach, a quien después reconocería como una importante influencia.
Haydn sacó partido de estos años al ir adquiriendo mayores conocimientos musicales, hasta el punto que compuso sus primeros cuartetos de cuerda y su primera ópera, Der krumme Teufel, escrita para el actor cómico Johann Joseph Felix Kurz, conocido artísticamente como «Bernardon». La obra fue estrenada con éxito en 1753 pero pronto fue retirada por los censores. Haydn también notó, al parecer sin enfadarse, que las obras que había dado sin recibir remuneración estaban siendo publicadas y vendidas en las tiendas musicales.
Gracias al incremento de su reputación, Haydn pudo obtener el mecenazgo de un aristócrata, crucial para el desarrollo de la carrera de un compositor en aquella época. La condesa Thun, tras ver una de las composiciones de Haydn, lo citó y contrató como su cantante y profesor de teclado. El barón Carl Josef Fürnberg empleó a Haydn en su hacienda campestre, Weinzierl, donde el compositor escribió el primer cuarteto para cuerdas. Fürnberg posteriormente recomendó a Haydn al conde Morzin, quien se convirtió en 1757 en el primer mecenas de Haydn a tiempo completo.

### Años como maestro de capilla

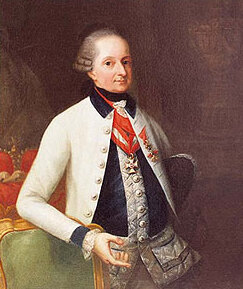
Nicolás Esterházy fue el mecenas más importante de Joseph Haydn.

Al final de este período, en 1759, Haydn recibió una oferta de empleo importante: la de maestro de capilla del conde Morzin, es decir, director musical. Al mismo tiempo componía sus primeras sinfonías para orquesta y dirigía el conjunto del conde. En 1760, con la seguridad que le proporcionaba su puesto como maestro de capilla, Haydn se casó. Su esposa fue Maria Anna Theresia Keller (1730-1800), la hermana de Therese (n. 1733), de quien Haydn había estado previamente enamorado. Haydn y su esposa no fueron un matrimonio completamente feliz, las leyes de la época no les permitieron separarse y no tuvieron hijos. Ambos tuvieron amantes; Joseph mantuvo una larga relación sentimental con una cantante de los Esterházy, Luigia Polzelli, con la que, según algunos biógrafos, tuvo uno o varios hijos.
El conde de Morzin pronto sufrió dificultades económicas, por lo que a los dos años despidió a todos sus músicos. No obstante, Haydn encontró enseguida un empleo similar como asistente del maestro de capilla de la familia Esterházy, una de las más ricas e influyentes del Imperio austríaco y que residía en invierno en Viena y en verano en dos palacios de su propiedad, uno al sur de la capital y otro en Hungría. Cuando el viejo maestro de capilla, Gregor Werner, falleció en 1766, Haydn fue ascendido y ocupó dicho cargo.
Como miembro del servicio de la familia Esterházy, Haydn vestía librea y seguía a la familia cuando se trasladaban a sus palacios, el más importante de ellos era el ancestral Castillo Esterházy en Eisenstadt y después el Eszterháza, un gran palacio construido en la década de 1760 en Hungría. Los Esterházy eran amantes y conocedores de la música y dieron a Haydn todo el apoyo que necesitaba para su labor, incluso su propia pequeña orquesta. Empezó a trabajar para el príncipe Pál Antal Esterházy en 1762 y, muerto este en 1763, sirvió a su hermano Nicolás Esterházy, llamado el magnífico, durante casi treinta años. En su nuevo cargo, Haydn tuvo una gran responsabilidad, que consistía en componer música para cada ocasión, dirigir la orquesta, interpretar música de cámara con miembros de la orquesta y también de la familia, así como organizar el montaje de óperas (presentaba todas las semanas dos óperas y dos conciertos, además de las obras especiales para los visitantes destacados y conciertos de música de cámara diarios en los que el propio príncipe tocaba un inusual instrumento de cuerdas conocido como baritón, para el cual Haydn escribió numerosos tríos). A pesar del intenso trabajo, Haydn se consideró un hombre afortunado.

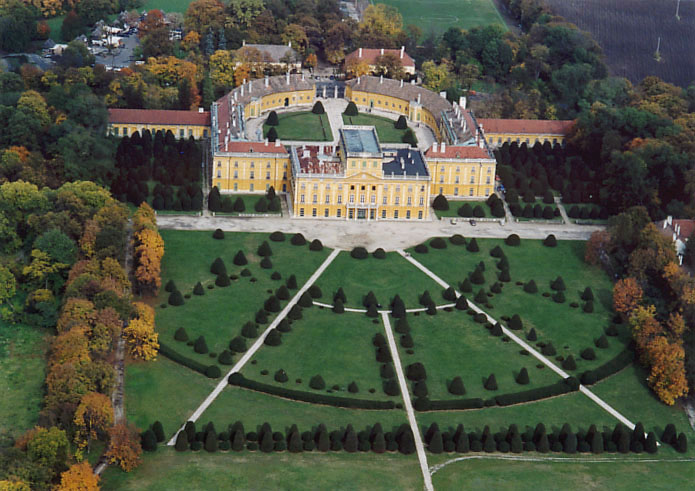
Haydn pasaba la mayor parte del año en Eszterháza, un gran palacio propiedad de la familia Esterházy construido en la década de 1760 en Hungría.

Transcurrieron casi 30 años en los que Haydn trabajó en este cargo y en los que compuso un sinfín de obras. A lo largo de este tiempo, su estilo fue desarrollándose y su popularidad fue creciendo. Con el tiempo llegó a componer tantas obras para su publicación como para los Esterházy. Obras tan importantes como sus Sinfonías de París (1785-1786) o Las siete últimas palabras de Cristo en la cruz (1786) fueron compuestas en aquellos años.
Gradualmente Haydn también comenzó a sentirse más aislado y solitario, particularmente cuando la corte se desplazaba durante la mayor parte del año a Esterháza, lejos de Viena, en lugar de permanecer en Eisenstadt, que estaba más cercano a la capital. Haydn tenía muchas ganas de visitar Viena en particular porque sus amistades estaban allí. De estas amistades, fue particularmente importante la estrecha y platónica relación que mantuvo con Maria Anna von Genzinger (1750-93), esposa del médico personal del príncipe Nicolás en Viena, en 1789. Haydn escribía a la señora Genzinger con frecuencia, expresándole su estado de soledad en Eszterháza y su alegría por las pocas ocasiones en las que podía visitarla en Viena; más tarde, Haydn la escribió con frecuencia desde Londres. La muerte prematura de esta en 1793 fue un duro golpe para Haydn y puede que compusiera sus Variaciones en fa menor Hob. XVII:6 en respuesta a su muerte.

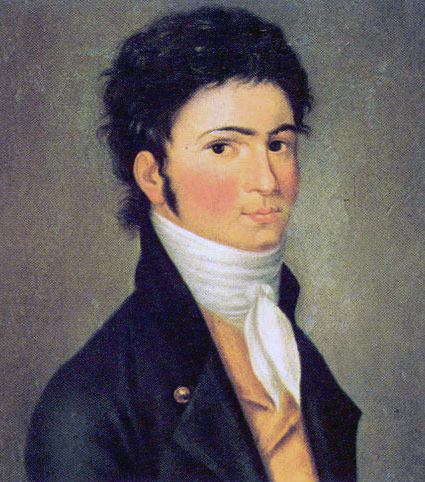
Retrato de Ludwig van Beethoven en 1801. Haydn fue su profesor de contrapunto en Viena en el periodo intermedio entre sus visitas a Inglaterra.

Otro de sus amigos en Viena fue Wolfgang Amadeus Mozart, a quien Haydn conoció alrededor de 1784. Según el testimonio posterior de Michael Kelly y otros, los dos compositores interpretaron juntos cuartetos de cuerda ocasionalmente. Haydn estaba enormemente impresionado por las obras de Mozart y lo elogiaba pródigamente ante otras personas. Mozart, evidentemente, devolvió los honores que le había profesado Haydn con la dedicatoria de un conjunto de seis cuartetos de cuerda, llamados actualmente los Cuartetos de Haydn. Ambos pertenecieron a la misma Logia masónica, en Viena.

### Viajes a Londres
En 1790, un año después de la Revolución francesa de 1789 que conmocionó a toda Europa, murió Nicolás, el patriarca de los Esterházy, y su sucesor resultó ser un hombre sin interés por la música, que despidió a la orquesta y jubiló a Haydn. Con tal motivo, aceptó la oferta de Johann Peter Salomon, un empresario musical alemán, para viajar a Inglaterra y dirigir sus nuevas sinfonías con una gran orquesta. Su estancia en ese país entre 1791 y 1792, repetida posteriormente entre 1794 y 1795, fue un gran éxito. Los conciertos de Haydn tuvieron una asistencia masiva y el compositor alcanzó una amplia fama y tuvo considerables ingresos. Recibió el doctorado honoris causa en la Universidad de Oxford, e incluso contribuyó a salvar a su amigo, el editor William Napier, de la desesperada situación económica en la que se encontraba. Charles Burney describió así la impresión que le causó el primer concierto: «El propio Haydn lo dirigió desde el pianoforte y la visión de aquel renombrado compositor enalteció a la audiencia y provocó tal excitación, atención y placer como ningún músico había conseguido en Inglaterra».
Musicalmente, las visitas a Inglaterra de Haydn también fueron muy importantes, ya que allí compuso algunas de sus obras más conocidas, como las Sinfonías de Londres (entre ellas la Sinfonía Sorpresa, la Sinfonía Militar, la Sinfonía Redoble de timbal y la Sinfonía Londres), el Cuarteto Reiter o el Rondo gitano para trío con piano. El único traspié ocurrido durante sus viajes a Inglaterra fue la ópera Orfeo ed Euridice, también llamada L'Anima del Filosofo, por la que contrataron a Haydn, pero cuya representación fue vetada a causa de intrigas. Haydn hizo muchos amigos durante su estancia en la isla y mantuvo una relación romántica con Rebecca Schroeter.
Entre sus visitas, Haydn dio clases de contrapunto a Ludwig van Beethoven en Viena. Beethoven se mostró insatisfecho con la labor de Haydn como profesor y buscó la ayuda de otros; la relación entre ambos fue en ocasiones tensa.

### Últimos años en Viena

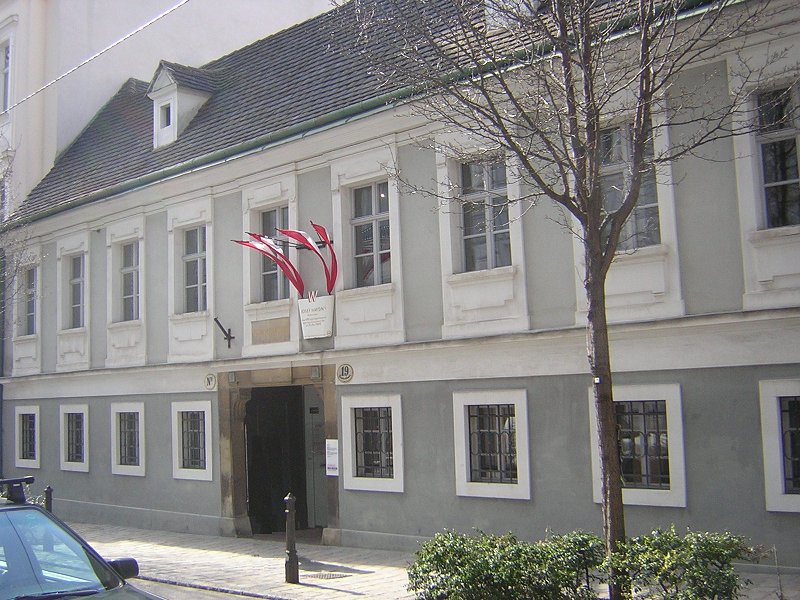
La casa donde vivió Haydn durante sus últimos años en Viena fue convertida en museo.

Haydn había considerado la posibilidad de quedarse en Inglaterra, pero finalmente volvió a Viena en 1795, donde se hizo construir una gran casa en el suburbio de Gumpendorf (el actual distrito de Mariahilf) y decidió dedicarse a la composición de obras sacras para coro y orquesta. Escribió sus más grandes obras sinfónico-corales, los oratorios La creación y Las estaciones, así como seis misas para la familia Eszterházy, que por aquella época estaba nuevamente encabezada por un príncipe con inclinaciones musicales. También compuso música instrumental, como el Concierto para trompeta y orquesta y los últimos nueve cuartetos de cuerda, entre los que se incluyen los conocidos como Quintas, Emperador y Amanecer.
A partir de 1802, una enfermedad que había tenido anteriormente volvió a aparecer y se desarrolló hasta tal punto que ya no era capaz de componer. Esto fue indudablemente muy difícil para él ya que, como reconoció, en su mente las ideas de nuevas obras fluían con facilidad. A pesar de estar bien cuidado por sus sirvientes y no faltarle de nada, así como de tener amigos y ser un músico apreciado, Haydn debió pasar sus últimos años entristecido por no poder trabajar en su música. Durante su enfermedad, a menudo se consolaba sentándose solo al piano e interpretando Gott erhalte Franz den Kaiser, que fue compuesta por él mismo en 1797 como un gesto patriótico. Esta melodía fue posteriormente usada como los himnos nacionales de Austria y Alemania.

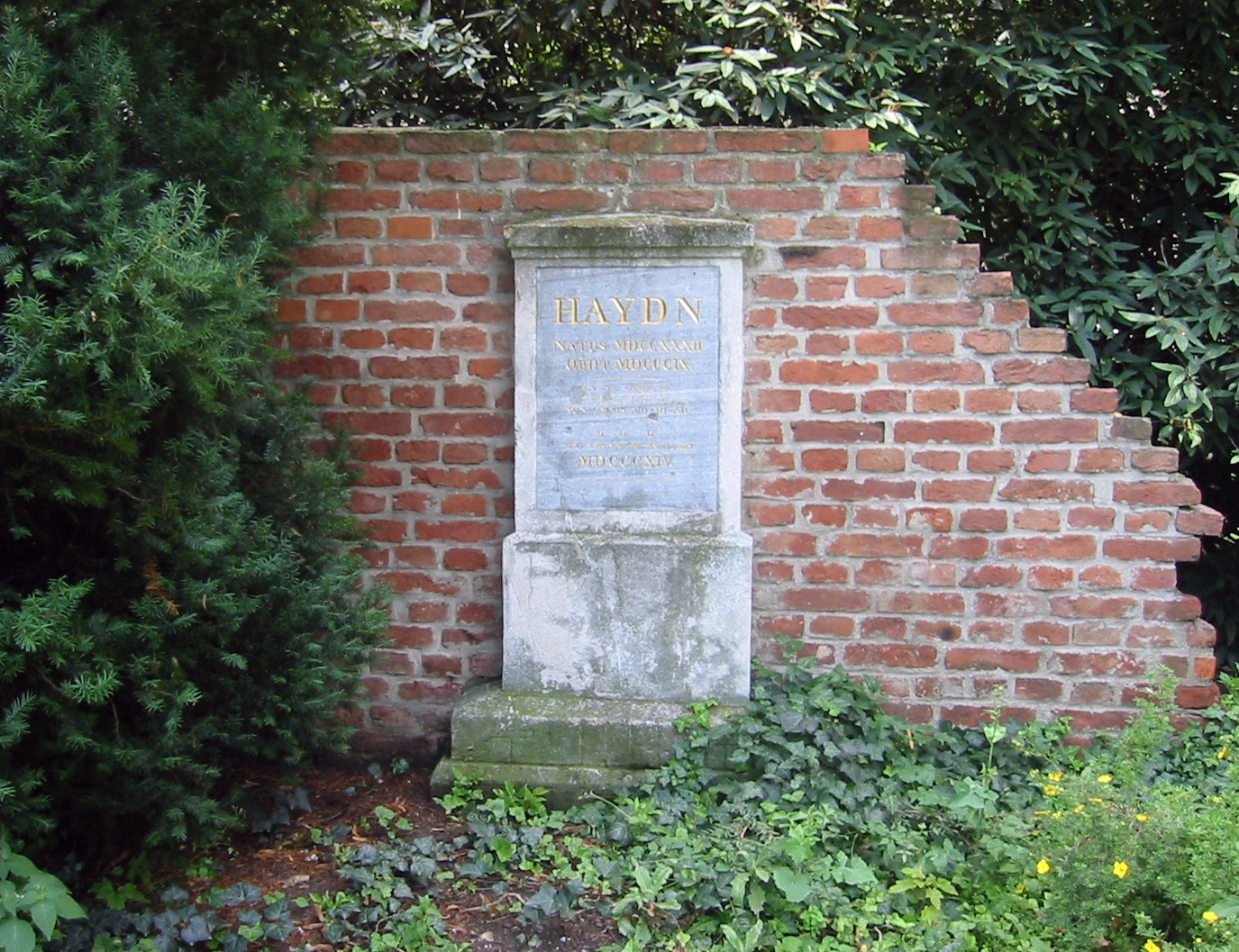
Tumba de Haydn en el cementerio de Viena.

En 1806 se hizo imprimir unas tarjetas para declinar las invitaciones que recibía con el siguiente texto: «Hin ist alle meine Kraft, alt und schwach bin ich» («Todas mis fuerzas se han ido, soy viejo y estoy cansado»), extraído de la canción El viejo, compuesta en 1796. Haydn falleció el 31 de mayo de 1809 a los 77 años de edad en Viena, mientras la ciudad era atacada por las tropas de Napoleón Bonaparte, durante la batalla de Aspern-Essling. Entre sus últimas palabras se encuentra el intento por calmar y tranquilizar a sus sirvientes cuando un disparo de cañón cayó en el vecindario. «Mis niños, no tengáis miedo, donde está Haydn, no puede haber daño».
El 26 de mayo, Haydn tocó tres veces su Dios salve a Francisco el Emperador (Gott erhalte Franz den Kaiser), con un gusto inusual. La misma tarde se derrumbó y fue llevado a lo que resultó ser su lecho de muerte. Murió pacíficamente en su propia casa a las 12:40 de la mañana del 31 de mayo de 1809, a la edad de 77 años. Dos semanas después, el 15 de junio de 1809, tuvo lugar un servicio fúnebre en la Schottenkirche en el que se interpretó el Réquiem de Mozart. Fue enterrado en el cementerio de Hundsturm (actualmente Haydnpark), el suburbio de Viena en el que había vivido. En 1820 el príncipe Nikolaus trasladó los restos de Haydn a Eisenstadt, donde reposan desde entonces en una capilla de la Bergkirche. Su cabeza tomó un derrotero diferente ya que fue robada por unos frenólogos poco después del entierro, y el cráneo no se reunió con los otros restos hasta 1954.

## Personalidad y aspecto físico

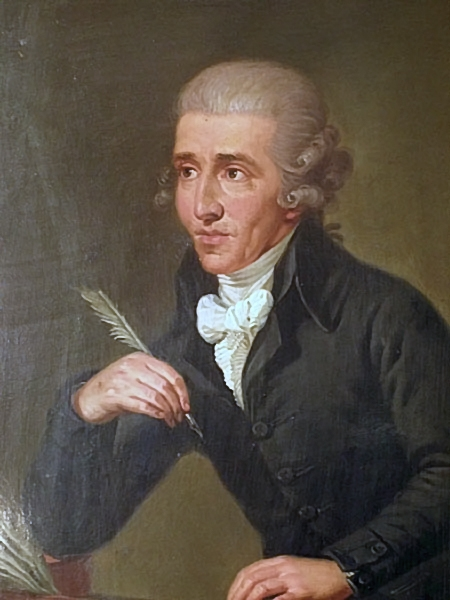
Retrato de Haydn ca. 1770, por Ludwig Guttenbrunn.

James Webster afirma sobre Haydn como personaje público lo siguiente:

La vida pública de Haydn ejemplificó el ideal de la Ilustración del honnête homme (hombre honesto): el hombre cuyo buen carácter y éxito mundano se permiten y justifican el uno al otro. Su modestia y probidad fueron conocidas en todos sitios. Estos rasgos no eran requisitos para el éxito como maestro de capilla, empresario y figura pública, pero contribuyeron a una recepción favorable de su música.

Haydn fue especialmente respetado por los músicos de la corte de los Eszterházy, a los que dirigió, y mantuvo una atmósfera laboral cordial y representó con eficacia los intereses de los músicos con sus mecenas.
Haydn tenía un gran sentido del humor, evidente en su amor por las bromas pesadas que a menudo aparecen en su música y tenía muchos amigos. Durante la mayor parte de su vida se benefició de su «temperamento alegre y feliz por naturaleza», pero en los últimos años de su vida, hay evidencias de que pasó periodos de depresión, particularmente en la correspondencia con la señora Genzinger y en la biografía de Dies, basada en las visitas efectuadas a Haydn en su vejez.
Haydn fue un devoto católico que a menudo recurría a su rosario cuando tenía problemas durante la composición, una práctica que habitualmente encontraba efectiva. Normalmente comenzaba el manuscrito de cada composición con la frase «in nomine Domini» («en nombre de Dios») y lo finalizaba con «Laus Deo» («gloria a Dios»). Al igual que Mozart, Haydn también fue francmasón.
Haydn era de corta estatura, quizás como resultado de haber estado desnutrido durante la mayor parte de su juventud. No era guapo y, como muchas otras personas de la época, sobrevivió a la viruela por lo que su cara estaba picada con cicatrices de esta enfermedad. Su biógrafo Dies escribió: «No podía comprender cómo le habían podido amar tantas mujeres bonitas en su vida. No podían haber sido cautivadas por mi belleza».
Haydn también sufrió poliposis nasal durante la mayor parte de su vida adulta y en ocasiones le impidió componer; esta fue una enfermedad que causaba debilidad y agonía a quien la padecía en el siglo XVIII.

## Análisis musical

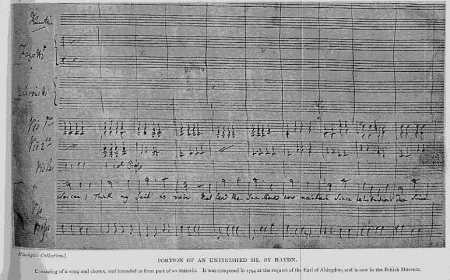
Porción de un manuscrito original de Haydn, actualmente en el Museo Británico, tomado de una biografía del compositor disponible en el Proyecto Gutenberg.

James Webster resume el papel de Joseph Haydn en la historia de la música clásica de la siguiente manera:

Destacó en todos los géneros musicales... Es familiarmente conocido como «el padre de la sinfonía» y, con gran justicia, podría ser considerado de igual forma respecto al cuarteto de cuerda; ningún otro compositor se acerca a su combinación de productividad, calidad e importancia histórica en estos géneros.

### Estructura y características de su música
Una característica fundamental en la música de Haydn es el desarrollo de estructuras más grandes en lugar de motivos muy cortos y simples, a menudo derivadas de las figuras de acompañamiento habituales. La música es con frecuencia concentrada de manera bastante formal y las partes importantes de un movimiento pueden desarrollarse rápidamente.
La obra de Haydn fue fundamental en el desarrollo de lo que se denominó forma sonata. Sin embargo, su práctica difiere en algunos puntos de las de Mozart y Beethoven, sus coetáneos más jóvenes que también destacaron en esta forma de composición. Haydn fue particularmente aficionado a la llamada «exposición monotemática», en la que la música que establece la tonalidad dominante es similar o idéntica al tema de apertura. Haydn también difiere de Mozart y Beethoven en sus secciones de recapitulación, donde Haydn a menudo reorganiza el orden de los temas en comparación a la exposición y utiliza un amplio desarrollo temático.
La inventiva formal de Haydn también lo llevó a integrar la fuga en el estilo clásico y a enriquecer la forma rondó con más cohesión tonal lógica. Haydn fue también el principal exponente de la forma doble variación (variaciones alternas sobre dos temas, que a menudo son los principales y en menor medida versiones el uno del otro).
Quizás más que cualquier otro compositor, la música de Haydn es conocida por su humor. El más famoso ejemplo es el repentino acorde agudo en el movimiento lento de su Sinfonía Sorpresa. Otras muchas bromas musicales de Haydn incluyen numerosos falsos finales (por ejemplo, en los cuartetos Op. 33. n.º 2 y Op. 50. n.º 3), y la notable ilusión rítmica en el trío del tercer movimiento op. 50 n.º 1.

### Evolución del estilo de Haydn
Las primeras obras de Haydn datan del periodo en el que el estilo de composición del Barroco tardío (del que fueron máximos exponentes Johann Sebastian Bach y Georg Friedrich Händel) había pasado de moda. Esa era una época de exploración e incertidumbre y Haydn, nacido 18 años antes de la muerte de Bach, fue uno de los exploradores musicales de su época. Un viejo contemporáneo de Haydn cuyas obras este entendió como una importante influencia fue Carl Philipp Emanuel Bach.
El resto de la obra de Haydn fue producido a lo largo de seis décadas (aproximadamente desde 1749 hasta 1802) y se aprecia un incremento gradual pero constante de la complejidad y sofisticación musical, que se desarrolló según Haydn fue aprendiendo de su propia experiencia o de otros de sus colegas. Se han observado varios hitos importantes, en la evolución de su estilo musical.
A finales de la década de 1760 y comienzos de la década de 1770 Haydn entró en un periodo estilístico conocido como Sturm und Drang (tempestad e ímpetu). Este término fue tomado del movimiento literario aparecido en la misma época, aunque parece que el movimiento musical apareció unos años antes que el literario. El lenguaje musical del periodo es similar al usado anteriormente, pero es desplegado en las obras con una mayor intensidad expresiva, especialmente en las obras en tonalidades menores. James Webster describe las obras de este periodo como «más grandes, más apasionadas y más audaces». Algunas de sus composiciones más famosas de esta época son la Sinfonía de los adioses, la sonata para piano en do menor (Hob. XVI/20, L. 33) y los Seis cuartetos de cuerda Op. 20 (los cuartetos «Sol»), todos ellos de 1772. En esa misma época Haydn comenzó a mostrar interés en la composición de fugas siguiendo el estilo Barroco y tres de los cuartetos de cuerda Op. 20 acaban con estas fugas.
Cuando el Sturm und Drang llegó a su culmen, Haydn volvió a su estilo más claramente entretenido y encendido. No hay cuartetos de ese periodo y las sinfonías incorporan algunos rasgos nuevos: el primer movimiento ahora contenía en algunas ocasiones introducciones lentas y la instrumentación a menudo incluía trompetas y timbales. Estos cambios suelen estar relacionados con un cambio importante en las funciones profesionales de Haydn, que se trasladó desde la música «pura» y fue hacia la producción de operas buffas, que eran muy populares en el siglo XVIII en Italia. Varias de estas óperas fueron obras propias de Haydn y rara vez son representadas en la actualidad. A veces Haydn recicló su música para ópera en obras sinfónicas, que le ayudaron a continuar su carrera como sinfonista durante esa agitada década.
En 1779 tuvo lugar un importante cambio en el contrato de Haydn que le permitió publicar composiciones sin la autorización previa de su mecenas. Puede que este hecho animara a Haydn a retomar su carrera como compositor de música «pura». El cambio se hizo más espectacular en 1781, cuando Haydn publicó los seis cuartetos de cuerda Opus 33, anunciando (en una carta a los potenciales compradores) que habían sido escritos de «una forma completamente nueva y especial». Charles Rosen ha argumentado que esta aseveración por parte de Haydn no solo habla de las ventas sino que también se refiere a un número importante de avances en la técnica compositiva de Haydn que aparecen en esos cuartetos, avances que advierten de la llegada del estilo clásico en su punto de mayor esplendor. Entre ellos se incluye una forma fluida de fraseo, en la que cada motivo emerge desde el anterior sin interrupción, la práctica de permitir que el material de acompañamiento se convirtiera en material melódico y un tipo de «contrapunto clásico» en el que cada parte instrumental mantiene su propia integridad. Estos rasgos continúan en muchos de los cuartetos que Haydn escribió después de los Opus 33.
En la década de 1790, estimulado por sus viajes a Inglaterra, Haydn desarrolló lo que Rosen denomina como su «estilo popular», una forma de composición que, con un éxito sin precedentes, creó música que tuvo un gran apoyo popular pero manteniendo una estructura musical rigurosa y docta. Un elemento importante del estilo popular fue el uso frecuente de música tradicional o un material similar. Haydn tuvo cuidado de desplegar este material en los lugares apropiados, tales como al final de las exposiciones de las sonatas o en los temas de apertura y finales. En estos lugares, el material tradicional servía como un elemento de estabilidad, ayudando a anclar la estructura más amplia. El estilo popular de Haydn se puede escuchar virtualmente en todas sus obras posteriores, incluyendo las doce Sinfonías de Londres, los últimos cuartetos y tríos para piano y los dos últimos oratorios.
La vuelta a Viena en 1795 marcó el último punto de inflexión en la carrera del compositor. Aunque su estilo musical evolucionó poco, sus intenciones como compositor cambiaron. Mientras permaneció como sirviente, y después como ajetreado empresario, Haydn escribió sus obras rápidamente y con profusión, con frecuentes plazos de entrega. Como hombre rico, Haydn ahora sentía el privilegio de tomarse su tiempo y escribir para la posteridad. Esto se refleja en el tema de La creación (1798) y Las estaciones (1801), que abordan temas de peso como el significado de la vida y el objetivo de la humanidad y representa un intento de hacer lo sublime en la música. Las nuevas intenciones de Haydn también significaron que el compositor estaba dispuesto a pasar mucho tiempo en una única obra, ya que tardó más de un año en completar ambos oratorios. Haydn afirmó una vez que había trabajado tanto tiempo en La creación porque pensaba que sería su última obra.
El cambio en el enfoque de Haydn fue importante en la historia de la música y otros compositores pronto siguieron su ejemplo. En particular, Ludwig van Beethoven adoptó la práctica de tomarse su tiempo en las composiciones y de fijarse grandes objetivos.

### Identificador de las obras de Haydn
Las obras de Haydn figuran en un catálogo elaborado por Anthony van Hoboken. Este recibe el nombre de catálogo Hoboken y asigna a cada obra de Haydn un número de identificación, llamado número Hoboken (cuya abreviatura es H. o Hob.). Los cuartetos de cuerdas también tienen número Hoboken, pero se identifican generalmente por su número de opus, que tiene la ventaja de indicar los grupos de seis cuartetos que Haydn publicó conjuntamente, por lo que, por ejemplo, el cuarteto de cuerdas Opus 76, n.º 3 es el tercero de los seis cuartetos publicados en 1799.

### Instrumentos
En la Haydn-Haus de Eisenstadt se exhibe ahora un fortepiano Anton Walter en Viena utilizado por el compositor. En Viena, en 1788, Haydn compró un fortepiano fabricado por Wenzel Schantz. Cuando el compositor estaba de visita en Londres por primera vez, un constructor de pianos inglés, John Broadwood, le proporcionó un piano de cola.